# 3867 Shiretoko
3867 Shiretoko (1988 HG) là một tiểu hành tinh vành đai chính được phát hiện ngày 16 tháng 4 năm 1988 bởi Masayuki Yanai và Kazuro Watanabe ở Đài thiên văn Kitami.